# Угуччоне делла Фаджиола
Угуччоне делла Фаджиола (итал. Uguccione della Faggiuola); 1250, Кастельдельчи — 1 ноября 1319, Виченца, Венеция) — итальянский кондотьер.

## Биография
Родом из Кастельдельчи, сын небогатого дворянина Раньери, умершего в 1293 г. Во многих исследованиях датой рождения указывается «около 1250 года», хотя никаких документальных подтверждений тому нет. Вероятно, родился гораздо позже.
Во второй половине 1290-е годов — капитан армии Аретино. Захватил Чезену, в 1297 году попытался взять Форли, но безуспешно. В 1296—1299 годах был правителем Имолы.
В 1311—1312 имперский викарий Генуи. После смерти императора Генриха VII (1313) — подеста Пизы.
В 1314 году с помощью Каструччо Кастракани завоевал Лукку. 29 августа 1315 года в битве при Монтекатини разгромил объединённое войско гвельфов Флоренции и их неаполитанских союзников.
В 1316 году изгнан пизанцами и луккцами во главе с Каструччо Кастракани, нашёл убежище в Вероне у Кангранде дела Скала, который назначил его подеста Виченцы.
Умер 1 ноября 1318 года во время осады Падуи.
Сын - Нери (Neri della Faggiuola) (1290-1354), кондотьер.